# پارک ملی مجمع‌الجزایر دریایی سن لورنزو
پارک ملی مجمع‌الجزایر دریایی سن لورنزو (به اسپانیایی: Parque nacional marino Archipiélago de San Lorenzo) یک منطقهٔ مسکونی در مکزیک است که در باخا کالیفرنیا واقع شده‌است.